# Treblinka (Mazovie)
Pour les articles homonymes, voir Treblinka (homonymie).
Treblinka (prononciation : [trɛˈbliŋka]) est un village polonais de la gmina de Małkinia Górna dans le powiat d'Ostrów Mazowiecka de la voïvodie de Mazovie dans le centre-est de la Pologne.
Il se situe à environ 4 kilomètres au nord de Małkinia Górna (siège de la gmina), 19 kilomètres au sud d'Ostrów Mazowiecka (siège du powiat) et à 80 kilomètres au nord-est de Varsovie (capitale de la Pologne).
Le village compte approximativement une population de 330 habitants en 2006.

## Histoire
Au cours de la Seconde Guerre mondiale, le village est connu du fait de la présence du Centre d'extermination de Treblinka, dans lequel entre 700 000 et plus d'un million de déportés ont été exterminés, ce qui fait de Treblinka le second centre d’extermination en importance après Auschwitz.
De 1975 à 1998, le village appartenait administrativement à la Powiat d'Ostrów dans la voïvodie d'Ostrołęka.